# Herb gminy Olszanka (województwo opolskie)
Herb gminy Olszanka – jeden z symboli gminy Olszanka.

## Wygląd i symbolika
Herb przedstawia na tarczy w polu zielonym złoty krzyż, na nim tarczę ze srebrnym orłem na czerwonym tle, natomiast powyżej tarczy dwa złote kłosy zboża na zielonym podkładzie. Pod tarczą znajduje się czerwona wstęga ze złotym napisem „GMINA • OLSZANKA • GMINA”. Herb nawiązuje do tradycji mieszkańców przybyłych na te tereny z Wołynia, województwa tarnopolskiego, Bieszczadów i Podhala. Złoty krzyż krojem nawiązuje do Krzyża Walecznych, natomiast orzeł jest wersją godła Polski pochodzącą ze sztandaru 27 Wołyńskiej Dywizji Piechoty.